# Дарк метъл
Дарк метъл е подстил на метъл музиката, който произлиза от екстремния и готик метъла.

## Дарк тематика
Робърт Палмър, рок критик от Ню Йорк Таймс, нарича метъла с темите за ужаса и насилието дарк, посочвайки като пример групите Megadeth, Anthrax, Slayer и Danzig. В книгите си Робърт Уолсър и Ричърд Барнет пишат, че дарк метъла е ориентиран към окултизма.

## Групи
Няколко групи са имали дарк метъл лейбъл – Black Sabbath, Slayer, Megadeth, Alice in Chains, Anthrax, Judas Priest, Evergrey, Tool, Iron Maiden, Paradox и Kekal.
|  | Тази страница частично или изцяло представлява превод на страницата Dark Metal в Уикипедия на английски. Оригиналният текст, както и този превод, са защитени от Лиценза „Криейтив Комънс – Признание – Споделяне на споделеното“, а за съдържание, създадено преди юни 2009 година – от Лиценза за свободна документация на ГНУ. Прегледайте историята на редакциите на оригиналната страница, както и на преводната страница, за да видите списъка на съавторите. ВАЖНО: Този шаблон се отнася единствено до авторските права върху съдържанието на статията. Добавянето му не отменя изискването да се посочват конкретни източници на твърденията, които да бъдат благонадеждни. |